# Pyrrhosoma elisabethae
Pyrrhosoma elisabethae är en trollsländeart som beskrevs av Schmidt 1948. Pyrrhosoma elisabethae ingår i släktet Pyrrhosoma och familjen dammflicksländor. IUCN kategoriserar arten globalt som akut hotad. Inga underarter finns listade i Catalogue of Life.